# Подплешивиця
Подплешивиця (словен. Podplešivica) — поселення в общині Брезовиця, Осреднєсловенський регіон, Словенія. Висота над рівнем моря: 288,6 м.